# Gaston Mobati Wa
Gaston Mobati Wa   (Kinshasa, 4 de setembre de 1961 - Saint-Denis, 13 de maig de 1995) és un exfutbolista de la República Democràtica del Congo de la dècada de 1980.
Fou internacional amb la selecció de futbol de la República Democràtica del Congo. Pel que fa a clubs, destacà a Lille OSC i Ethnikos Piraeus F.C..